# Holmserydsjön
Holmserydsjön är en sjö i Eksjö kommun och Nässjö kommun i Småland och ingår i Emåns huvudavrinningsområde. Sjön är 9,5 meter djup, har en yta på 0,127 kvadratkilometer och är belägen 217,2 meter över havet. Vid provfiske har bland annat abborre, björkna, braxen och gädda fångats i sjön.

## Delavrinningsområde
Holmserydsjön ingår i det delavrinningsområde (639427-144610) som SMHI kallar för Inloppet i Långanäsasjön. Avrinningsområdets medelhöjd är 225 meter över havet och ytan är 27,77 kvadratkilometer. Räknas de 3 delavrinningsområdena uppströms in blir den ackumulerade arean 51,53 kvadratkilometer. Allmänningsån (Lidbroån) som avvattnar avrinningsområdet har biflödesordning 2, vilket innebär att vattnet flödar genom totalt 2 vattendrag innan det når havet efter 185 kilometer. Delavrinningsområdet består mestadels av skog (70 procent) och öppen mark (18 procent). Avrinningsområdet har 1,21 kvadratkilometer vattenytor vilket ger det en sjöprocent på 4,4 procent. Bebyggelsen i området täcker en yta av 0,23 kvadratkilometer eller 1 procent av avrinningsområdet.

## Fisk
Vid provfiske har följande fisk fångats i sjön:
- Abborre
- Björkna
- Braxen
- Gädda
- Mört
- Sarv